# Kesuma
Kesuma is een bestuurslaag in het regentschap Pelalawan van de provincie Riau, Indonesië. Kesuma telt 5636 inwoners (volkstelling 2010).